# Rudolf Baumbach
Rudolf Baumbach, nemški pesnik, planinec, * 28. september 1840, Kranichfeld, Turingija, † 21. september  1905, Meiningen.

## Življenje in delo
Rodil se je v Kranichfeldu v Turingiji kot sin lokalnega zdravnika. Pri dveh letih se je z družino preselil v Meiningen, kjer je obiskoval srednjo šolo v katoliškem šolskem centru Bernhardinum. Šolo je zaključil leta 1860 in se vpisal na študij naravoslovja v Leipzigu. Leta 1865 je v Heidelbergu doktoriral iz filozofije.  Po študiju je bil kot član nemške študentske bratovščine Corps Thuringia Leipzig zasebni učitelj pri različnih družinah v Gradcu, Brnu in Trstu.
V Trstu se je leta 1870 vključil v sekcijo nemško-avstrijskega planinskega društva za Primorsko. Zahajal je v gore na Bovškem in Gorenjskem. Na Slovenskem ga prvič omenja nemški tisk leta 1878 (Laibacher Tagblatt), slovenski tisk pa prvič v oceni Zlatoroga (Slovenec 5.–7. jan. 1881).
Viljem Urbas ga je seznanil s slovensko narodno pripovedko o Zlatorogu in drugim slovenskim bajeslovjem ter narodopisjem. Dve leti pred Baumbachovim prihodom v Trst je Karel Dežman v ljubljanskem nemškem dnevniku Laibacher Zeitung objavil pripovedko o Zlatorogu, povzeto po nekem slovenskem pričevalcu. Ta je Baumbacha spodbudila, da se je lotil pesniške obdelave snovi. Med letoma 1874 in 1875 je spesnil epsko-lirično pesnitev Zlatorog in jo maja 1877 izdal v Leipzigu. Ta in naslednje izdaje so bile do sredine tridesetih let natisnjene v več kot 110.000 izvodih, pesnitev pa je bila prevedena v angleški, italijanski, češki, srbski ter hrvaški jezik; z njo se je uveljavil kot pesnik. Baumbach je v Zlatoroga vnesel slovenski kolorit z avtohtonimi imeni krajev, ljudi, trentarskih lovcev in pastirjev. Pripovedka, ki je dotlej živela le v ustnem izročilu bovških pastirjev, je postala znana tudi v kulturnem svetu. Objavil je tudi nekaj prevodov Prešernovih pesmi. Baumbach je bil popularen pesnik, njegove pesmi so doživele več kot 300 uglasbitev.
Leta 1885 se je vrnil v Meiningen, kjer je bil imenovan za vojvodskega knjižničarja. Tam je ostal dvajset let, vse do svoje smrti.